# گوستییه
گوستییه (به صربی: Gostilje) یک منطقهٔ مسکونی در صربستان است که در چایتینا واقع شده‌است. گوستییه ۲۲٫۱۹ کیلومتر مربع مساحت و ۲۴۲ نفر جمعیت دارد و ۸۶۷ متر بالاتر از سطح دریا واقع شده‌است.